# هان جو یوپ
هان جو یوپ (کره‌ای: 한주엽؛ زادهٔ ۲۱ آوریل ۱۹۹۹) جودوکار اهل کره جنوبی است. او در بازی‌های المپیک تابستانی ۲۰۲۴ رقابت کرده است و برندهٔ مدال برنز شد.